# SN 1975A
SN 1975A是一个位于NGC 2207/IC 2163的超新星。